# Richard Balfe
Richard Andrew Balfe, baron Balfe, né le 14 mai 1944, est une personnalité politique du parti conservateur britannique, pair à vie et membre de la Chambre des lords.

## Biographie
Né à Barton Mills, Mildenhall, Suffolk, Richard Balfe passe du temps dans un foyer pour enfants à Sheffield. Il commence à travailler dans une boulangerie en 1960 et rejoint USDAW. L'année suivante, il s'installe à Londres et travaille d'abord pour les Crown Agents (en), puis au Foreign Office, avant d'étudier à la London School of Economics.
En 1970, alors qu’il est étudiant, Balfe se présente comme candidat du parti travailliste à Paddington South. Il échoue et devient agent de recherche du Finer Committee on One-Parent Families (en).
Lors de l'élection du conseil du Grand Londres en 1973, Balfe est élu à Dulwich, où il siège jusqu'en 1977. Durant cette période, il est également secrétaire politique de la Royal Arsenal Co-operative Society. Lors des premières élections directes au Parlement européen, en 1979, Balfe est élu Député européen pour London South Inner. Il occupe son siège jusqu'à son abolition en 1999, puis remporte la quatrième place sur la liste du parti de Londres. Il soutient une monnaie unique européenne et est membre du Mouvement européen.
Fin 2001, Balfe se présente aux élections au poste de questeur au Parlement européen, contre les instructions de son groupe politique. En conséquence, il est expulsé en janvier 2002. En mars, il rejoint le Parti conservateur, le premier homme politique travailliste élu à le faire depuis Reg Prentice en 1977.
Balfe ne se représente pas comme député européen en 2004. En 2008, David Cameron le nomme envoyé syndical des conservateurs.
Le 19 septembre 2013, il est nommé pair à vie prenant le titre de baron Balfe, de Dulwich dans le Borough londonien de Southwark. Balfe est actuellement président de la Cambridge Conservative Society, président honoraire de la British Dietetic Association et membre du conseil consultatif de la Polar Research Research Policy Initiative basée au Royaume-Uni,.

### Participation à la campagne référendaire de l'UE
Balfe joue maintenant un rôle actif dans "Cambridge For Europe", une campagne locale qui a pour but d'assurer "que les habitants de Cambridge et de sa région au sens large comprennent pleinement les arguments en faveur du maintien de l'adhésion à l'Union européenne",. En plus d'être membre du comité de pilotage du groupe, il est également mécène.
Cette activité s'inscrit dans le droit fil de son point de vue pro-UE.